# Macaranga beccariana
Macaranga beccariana là một loài thực vật có hoa trong họ Đại kích. Loài này được Merr. mô tả khoa học đầu tiên năm 1950.